# Osmia laeta
Osmia laeta är en biart som beskrevs av Sandhouse 1924. Osmia laeta ingår i släktet murarbin, och familjen buksamlarbin. Inga underarter finns listade i Catalogue of Life.